# Banditenehre
Banditenehre ist ein US-amerikanischer Stummfilmwestern aus dem Jahr 1926 von John S. Waters mit Jack Holt und Raymond Hatton in den Hauptrollen. Der Film wurde von der Famous Players-Lasky Corporation produziert und basiert auf dem Roman Forlorn River von Zane Grey.

## Handlung
Auf der Flucht vor der Justiz wird der gesuchte Nevada von seinem Gefährten Bill Hall zum Sterben auf einer Weide zurückgelassen, wo ihn der junge Rancher Ben Ide findet. Ina Blaine, die Tochter eines benachbarten Ranchers, entdeckt, dass sie Nevada und nicht Ben liebt, aber Nevadas Loyalität zu seinem Retter veranlasst ihn, sie fortzuschicken.
Ina gerät in die Fänge von Bill Hall, der für den Viehzüchter Les Setter Rinder stiehlt. Nevada erfährt von der Notlage des Mädchens und dringt in das Versteck der Viehdiebe ein. Setter tötet Hall, Nevada tötet Setter, während Inas Vater und Ben mit einer Gruppe von Ranchern eintreffen. Nevada sucht mit Ina Zuflucht auf einem Felsvorsprung, und Ben, der ihn für einen Viehdieb hält, schießt irrtümlich auf ihn. Später wird Nevada freigesprochen und mit Ina vereint.

## Hintergrund
Gedreht wurde der Film im Zion-Nationalpark und im Bryce-Canyon-Nationalpark, beides in Utah.
1937 produzierte Paramount mit dem Western Unter falschem Namen eine Neuverfilmung.
Da keine Kopien der sechs Filmrollen existieren, gilt der Film als verschollen.

## Veröffentlichung
Die Premiere des Films fand am 22. September 1926 in New York statt. 1927 kam er in Österreich in die Kinos. Hier wurde er auch unter dem Titel In den Schlupfwinkeln der Briganten gezeigt.